# Seiichi Ishii
Seiichi Ishii (né le 18 août 1967 ) est un game designer japonais. Il est surtout connu pour le développement de jeux de combat . 
Ishii est né à Ichinomiya , dans la préfecture d'Aichi , au Japon.  Il était un designer des titres révolutionnaires de Sega , Virtua Racing et Virtua Fighter .  Ishii était également concepteur et réalisateur du premier jeu Tekken en 1994.  Il a créé sa propre société, DreamFactory Co., Ltd. en novembre 1995, par l’intermédiaire de Sega Enterprises Ltd. et de Namco Ltd. , élargissant ainsi son héritage de jeu de combat pour créer des titres tels que Tobal No. 1 , Ehrgeiz et The Bouncer .

## Jeux développés
| Titre                            | Année de sortie | Plate-forme                   | Rôle                          |
| -------------------------------- | --------------- | ----------------------------- | ----------------------------- |
| Virtua Racing                    | 1992            | Sega Model 1                  | Le design du jeu              |
| Virtua Fighter                   | 1993            | Sega Model 1                  | Coordinateur / Game Design    |
| Tekken                           | 1994            | Namco System 11 , PlayStation | Directeur / Conception du jeu |
| Tekken 2                         | 1995            | Namco System 11               | Directeur / Conception du jeu |
| Tobal n ° 1                      | 1996            | PlayStation                   | Directeur / Conception du jeu |
| Tobal 2                          | 1997            | PlayStation                   | Directeur / Conception du jeu |
| Street Fighter EX Plus α         | 1997            | PlayStation                   | Remerciement spécial          |
| Ehrgeiz: God Bless the Ring      | 1998            | Namco System 12 , PlayStation | Directeur / Conception du jeu |
| The Bouncer                      | 2000            | Playstation 2                 | Directeur / Conception du jeu |
| Kakuto Chojin: Back Alley Brutal | 2002            | Xbox                          | Le design du jeu              |
| Crimson Tears                    | 2004            | Playstation 2                 | Scénario, supervision         |